# 恩宠圣母 (米兰)
45°27′57″N 9°10′16″E / 45.46583°N 9.17111°E
恩宠圣母（義大利語：Santa Maria delle Grazie，意为“受恩典/圣宠的圣玛利亚”）是意大利城市米兰的一处天主教建筑，包括一所教堂和一座多明我会院，以会院食堂内列奥纳多·达·芬奇所作的壁画《最後的晚餐》而著称，1980年列为世界遗产。1943年8月15日，在第二次世界大戰中，教堂和会院遭到英美飞机轰炸，会院食堂大部分被毁，但是《最後的晚餐》所在的那面墙却得以幸存。

## 最后的晚餐
《最後的晚餐》（義大利語：l'ultima cena）是一幅廣為人知的大型壁畫，位於恩宠圣母的会院食堂內部，是1495年，在公爵廬多維科王徽裝飾的主窗下，達文西選擇了食堂北牆繪製他打稿已久的油畫「最後的晚餐」，就連顏料也是他自己的發明，是一種油彩與蛋彩的混合顏料，而並非中世紀時期廣被運用的濕壁畫顏料。此顏料因混合了有機物，據知是雞蛋與牛奶，而且達文西塗的很薄，導致「最後的晚餐」在五十年後就因濕氣而開始嚴重剝落，修道院費盡心力修補此畫多次。